# Yu, Yangquan
Yu, tidigare romaniserat Yühsien, är ett härad som lyder under Yangquans stad på prefekturnivå i Shanxi-provinsen i norra Kina. Det ligger omkring 79 kilometer nordost om provinshuvudstaden Taiyuan. År 2010 var antalet invånare 311082.
Yu Xian delas in i:
- 秀水镇
- 孙家庄镇
- 路家村镇
- 南娄镇
- 牛村镇
- 苌池镇
- 上社镇
- 西烟镇
- 仙人乡
- 北下庄乡
- 下社乡
- 梁家寨乡
- 西潘乡
- 东梁乡

## Källa
1. ↑  ”worldpostmarks.net”. Arkiverad från originalet den 2 januari 2015. https://web.archive.org/web/20150102101710/http://worldpostmarks.net/HTML%20Countries/china.htm. Läst 22 juli 2015.